# Pei Shen Chen
Pei Shen Chen (* 20. Oktober 1917 in Yiyang, China; † 31. März 2011 in Zürich) war ein Schweizer Zoologe chinesischer Herkunft.
Er kam 1947 als Absolvent der Tsinghua-Universität aus Peking nach Zürich. Er war zuerst Schüler und später Kollege von Ernst Hadorn. Er habilitierte sich 1954 an der Universität Zürich. 1959 wurde er zum Extraordinarius ernannt und 1968 zum Ordinarius befördert. 1988 trat der Professor für experimentelle Zoologie in den Ruhestand. Seine Monographie zur Biochemie der Insektenentwicklung wurde zu einem international anerkannten Werk.